# Flèche brabançonne 2016
La 56e édition de la Flèche brabançonne a eu lieu le 13 avril 2016. La course fait partie du calendrier UCI Europe Tour 2016 en catégorie 1.HC.
L'épreuve a été remportée en solitaire par le Tchèque Petr Vakoč (Etixx-Quick Step) qui s'impose six secondes devant l'Italien Enrico Gasparotto (Wanty-Groupe Gobert) et douze secondes devant le Français Tony Gallopin (Lotto-Soudal).

## Présentation

### Parcours
La course est organisée par Flanders Classics et marque la transition entre les classiques pavées en Flandre et les classiques ardennaises en Wallonie.
Le parcours est tracé sur 203 km entre Louvain et Overijse en Flandre. La course comprend 26 hellingen (petites collines) qui forment les principales difficultés de l'épreuve.

### Équipes
Classée en catégorie 1.HC de l'UCI Europe Tour, la Flèche brabançonne est par conséquent ouverte aux WorldTeams dans la limite de 70 % des équipes participantes, aux équipes continentales professionnelles, aux équipes continentales belges, aux équipes continentales étrangères dans la limite de deux, et à une équipe nationale belge.
Vingt-cinq équipes participent à cette Flèche brabançonne - huit WorldTeams et dix-sept équipes continentales professionnelles :
| UCI WorldTeams   | UCI WorldTeams | UCI WorldTeams |
| Nom de l'équipe  | Pays           | Code           |
| ---------------- | -------------- | -------------- |
| BMC Racing       | États-Unis     | BMC            |
| Cannondale       | États-Unis     | CPT            |
| Dimension Data   | Afrique du Sud | DDD            |
| Etixx-Quick Step | Belgique       | EQS            |
| Giant-Alpecin    | Allemagne      | TGA            |
| IAM              | Suisse         | IAM            |
| Lotto-Soudal     | Belgique       | LTS            |
| Orica-GreenEDGE  | Australie      | OGE            |

| Équipes continentales professionnelles | Équipes continentales professionnelles | Équipes continentales professionnelles |
| Nom de l'équipe                        | Pays                                   | Code                                   |
| -------------------------------------- | -------------------------------------- | -------------------------------------- |
| Bardiani CSF                           | Italie                                 | BAR                                    |
| Bora-Argon 18                          | Allemagne                              | BOA                                    |
| CCC Sprandi Polkowice                  | Pologne                                | CCC                                    |
| Cofidis                                | France                                 | COF                                    |
| Direct Énergie                         | France                                 | DEN                                    |
| Drapac                                 | Australie                              | DPC                                    |
| Fortuneo-Vital Concept                 | France                                 | FVC                                    |
| Gazprom-RusVelo                        | Russie                                 | GAZ                                    |
| Novo Nordisk                           | États-Unis                             | TNN                                    |
| ONE                                    | Royaume-Uni                            | ONE                                    |
| Roompot-Oranje Peloton                 | Pays-Bas                               | ROP                                    |
| Roth                                   | Suisse                                 | ROT                                    |
| Southeast-Venezuela                    | Italie                                 | STH                                    |
| Stölting Service Group                 | Allemagne                              | SSG                                    |
| Topsport Vlaanderen-Baloise            | Belgique                               | TSV                                    |
| Verva ActiveJet                        | Pologne                                | VAT                                    |
| Wanty-Groupe Gobert                    | Belgique                               | WGG                                    |

### Favoris
La course est favorable aux puncheurs, comme le Belge Ben Hermans (BMC Racing), le tenant du titre. Les autres favoris sont les Français Julian Alaphilippe (Etixx-Quick Step) et Tony Gallopin (Lotto-Soudal), l'Australien Michael Matthews (Orica-GreenEDGE) et le Néerlandais Tom-Jelte Slagter (Cannondale). Troisième l'année dernière, le Belge Philippe Gilbert (BMC Racing), n'est pas au départ de la course en raison d'un doigt cassé après une "altercation" avec un automobiliste pendant un entrainement.

## Récit de la course
Comme sur les classiques de février lors de la Classic Sud Ardèche et la Drôme Classic, le Tchèque Petr Vakoč (Etixx-Quick Step) attaque dans le dernier kilomètre pour s'imposer en solitaire après un gros travail de son coéquipier français Julian Alaphilippe.

## Classements

### Classement final
| Classement final | Classement final   | Classement final | Classement final       | Classement final   |
|                  | Coureur            | Pays             | Équipe                 | Temps              |
| ---------------- | ------------------ | ---------------- | ---------------------- | ------------------ |
| 1er              | Petr Vakoč         | Tchéquie         | Etixx-Quick Step       | en 4 h 48 min 50 s |
| 2e               | Enrico Gasparotto  | Italie           | Wanty-Groupe Gobert    | + 6 s              |
| 3e               | Tony Gallopin      | France           | Lotto-Soudal           | + 12 s             |
| 4e               | Bryan Coquard      | France           | Direct Énergie         | + 20 s             |
| 5e               | Michael Matthews   | Australie        | Orica-GreenEDGE        | + 20 s             |
| 6e               | Sonny Colbrelli    | Italie           | Bardiani CSF           | + 20 s             |
| 7e               | Maurits Lammertink | Pays-Bas         | Roompot-Oranje Peloton | + 20 s             |
| 8e               | Julian Alaphilippe | France           | Etixx-Quick Step       | + 20 s             |
| 9e               | Tom-Jelte Slagter  | Pays-Bas         | Cannondale             | + 20 s             |
| 10e              | Loïc Vliegen       | Belgique         | BMC Racing             | + 20 s             |
| modifier         |                    |                  |                        |                    |

### UCI Europe Tour
Cette Flèche brabançonne attribue des points pour l'UCI Europe Tour 2016, par équipes seulement aux coureurs des équipes continentales professionnelles et continentales, individuellement à tous les coureurs sauf ceux faisant partie d'une équipe ayant un label WorldTeam.
| Position           | 1er | 2e  | 3e  | 4e  | 5e | 6e | 7e | 8e | 9e | 10e | 11e | 12e | 13e | 14e | 15e | 16e à 30e | 31e à 40e |
| Classement général | 200 | 150 | 125 | 100 | 85 | 70 | 60 | 50 | 40 | 35  | 30  | 25  | 20  | 15  | 10  | 5         | 3         |

## Liste des participants
- Liste des participants

| Légende | Légende                                                                    | Légende | Légende                                                    |
| ------- | -------------------------------------------------------------------------- | ------- | ---------------------------------------------------------- |
| Num     | Dossard de départ porté par le coureur sur cette Flèche brabançonne        | Pos     | Position à l'arrivée de la course                          |
|         | Indique un maillot de champion national ou mondial, suivi de sa spécialité | NP      | Indique un coureur qui n'a pas pris le départ de la course |
| AB      | Indique un coureur qui n'a pas terminé la course                           | HD      | Indique un coureur qui a terminé la course hors des délais |

| BMC Racing BMC                    | BMC Racing BMC             | BMC Racing BMC |
| --------------------------------- | -------------------------- | -------------- |
| Num                               | Coureur                    | Pos            |
| 1                                 | Ben Hermans (BEL)          | 25e            |
| 2                                 | Tom Bohli (SUI)            | 136e           |
| 3                                 | Alessandro De Marchi (ITA) | 51e            |
| 4                                 | Silvan Dillier (SUI)       | 21e            |
| 5                                 | Floris Gerts (NED)         | 49e            |
| 6                                 | Manuel Senni (ITA)         | 119e           |
| 7                                 | Dylan Teuns (BEL)          | 28e            |
| 8                                 | Loïc Vliegen (BEL)         | 10e            |
| Directeur sportif : Fabio Baldato |                            |                |

| Cannondale CPT                       | Cannondale CPT             | Cannondale CPT |
| ------------------------------------ | -------------------------- | -------------- |
| Num                                  | Coureur                    | Pos            |
| 11                                   | Tom-Jelte Slagter (NED)    | 9e             |
| 12                                   | Alberto Bettiol (ITA)      | 53e            |
| 13                                   | Nathan Brown (USA)         | 56e            |
| 14                                   | Phillip Gaimon (USA)       | 132e           |
| 15                                   | Benjamin King (USA)        | 63e            |
| 16                                   | Kristjan Koren (SLO)       | 77e            |
| 17                                   | Ramūnas Navardauskas (LTU) | AB             |
| 18                                   | Toms Skujiņš (LAT)         | 92e            |
| Directeur sportif : Eric Van Lancker |                            |                |

| Dimension Data DDD             | Dimension Data DDD                | Dimension Data DDD |
| ------------------------------ | --------------------------------- | ------------------ |
| Num                            | Coureur                           | Pos                |
| 21                             | Kristian Sbaragli (ITA)           | 114e               |
| 22                             | Natnael Berhane (ERI) (Route)     | 87e                |
| 23                             | Reinardt Janse van Rensburg (RSA) | 31e                |
| 24                             | Nathan Haas (AUS)                 | AB                 |
| 25                             | Jacques Janse van Rensburg (RSA)  | 83e                |
| 26                             | Songezo Jim (RSA)                 | 58e                |
| 27                             | Daniel Teklehaimanot (ERI)        | 103e               |
| 28                             | Jacobus Venter (RSA) (Route)      | 112e               |
| Directeur sportif : Jens Zemke |                                   |                    |

| Etixx-Quick Step EQS               | Etixx-Quick Step EQS           | Etixx-Quick Step EQS |
| ---------------------------------- | ------------------------------ | -------------------- |
| Num                                | Coureur                        | Pos                  |
| 31                                 | Julian Alaphilippe (FRA)       | 8e                   |
| 32                                 | Rodrigo Contreras (COL)        | 122e                 |
| 33                                 | Davide Martinelli (ITA)        | 116e                 |
| 34                                 | Gianni Meersman (BEL)          | 36e                  |
| 35                                 | Pieter Serry (BEL)             | 35e                  |
| 36                                 | Petr Vakoč (CZE) (Route)       | 1er                  |
| 37                                 | Guillaume Van Keirsbulck (BEL) | AB                   |
| 38                                 | Julien Vermote (BEL)           | 100e                 |
| Directeur sportif : Rik Van Slycke |                                |                      |

| IAM                                  | IAM                      | IAM  |
| ------------------------------------ | ------------------------ | ---- |
| Num                                  | Coureur                  | Pos  |
| 41                                   | Dries Devenyns (BEL)     | 47e  |
| 42                                   | Marcel Aregger (SUI)     | 68e  |
| 43                                   | Sondre Holst Enger (NOR) | 66e  |
| 44                                   | Jonathan Fumeaux (SUI)   | 40e  |
| 45                                   | Pirmin Lang (SUI)        | 55e  |
| 46                                   | Jarlinson Pantano (COL)  | 90e  |
| 47                                   | Oliver Zaugg (SUI)       | 124e |
| 48                                   | David Tanner (AUS)       | 11e  |
| Directeur sportif : Thierry Marichal |                          |      |

| Lotto-Soudal LTS                 | Lotto-Soudal LTS         | Lotto-Soudal LTS |
| -------------------------------- | ------------------------ | ---------------- |
| Num                              | Coureur                  | Pos              |
| 51                               | Tony Gallopin (FRA)      | 3e               |
| 52                               | Sander Armée (BEL)       | 39e              |
| 53                               | Sean De Bie (BEL)        | AB               |
| 54                               | Thomas De Gendt (BEL)    | AB               |
| 55                               | Pim Ligthart (NED)       | 74e              |
| 56                               | Tosh Van der Sande (BEL) | 45e              |
| 57                               | Jelle Vanendert (BEL)    | 15e              |
| 58                               | Tim Wellens (BEL)        | 38e              |
| Directeur sportif : Marc Wauters |                          |                  |

| Orica-GreenEDGE OGE                 | Orica-GreenEDGE OGE    | Orica-GreenEDGE OGE |
| ----------------------------------- | ---------------------- | ------------------- |
| Num                                 | Coureur                | Pos                 |
| 61                                  | Michael Matthews (AUS) | 5e                  |
| 62                                  | Cheung King Lok (HKG)  | AB                  |
| 63                                  | Jack Haig (AUS)        | 79e                 |
| 64                                  | Mathew Hayman (AUS)    | AB                  |
| 65                                  | Damien Howson (AUS)    | AB                  |
| 66                                  | Daryl Impey (RSA)      | 54e                 |
| 67                                  | Jens Keukeleire (BEL)  | AB                  |
| 68                                  | Christian Meier (CAN)  | AB                  |
| Directeur sportif : Laurenzo Lapage |                        |                     |

| Giant-Alpecin TGA                     | Giant-Alpecin TGA   | Giant-Alpecin TGA |
| ------------------------------------- | ------------------- | ----------------- |
| Num                                   | Coureur             | Pos               |
| 71                                    | Tom Dumoulin (NED)  | 22e               |
| 72                                    | Koen de Kort (NED)  | AB                |
| 73                                    | Caleb Fairly (USA)  | AB                |
| 74                                    | Ji Cheng (CHN)      | AB                |
| 75                                    |                     |                   |
| 76                                    | Sam Oomen (NED)     | 34e               |
| 77                                    | Albert Timmer (NED) | AB                |
| 78                                    |                     |                   |
| Directeur sportif : Arthur van Dongen |                     |                   |

| Bardiani CSF BAR                    | Bardiani CSF BAR         | Bardiani CSF BAR |
| ----------------------------------- | ------------------------ | ---------------- |
| Num                                 | Coureur                  | Pos              |
| 81                                  | Sonny Colbrelli (ITA)    | 6e               |
| 82                                  | Simone Andreetta (ITA)   | 94e              |
| 83                                  | Nicola Boem (ITA)        | AB               |
| 84                                  | Giulio Ciccone (ITA)     | 41e              |
| 85                                  | Lorenzo Rota (ITA)       | 60e              |
| 86                                  | Nicola Ruffoni (ITA)     | AB               |
| 87                                  | Luca Sterbini (ITA)      | AB               |
| 88                                  | Alessandro Tonelli (ITA) | AB               |
| Directeur sportif : Stefano Zanatta |                          |                  |

| Bora-Argon 18 BOA                 | Bora-Argon 18 BOA              | Bora-Argon 18 BOA |
| --------------------------------- | ------------------------------ | ----------------- |
| Num                               | Coureur                        | Pos               |
| 91                                | Emanuel Buchmann (GER) (Route) | AB                |
| 92                                | Cesare Benedetti (ITA)         | 96e               |
| 93                                | Silvio Herklotz (GER)          | 89e               |
| 94                                | Bartosz Huzarski (POL)         | 42e               |
| 95                                | Gregor Mühlberger (AUT)        | 23e               |
| 96                                | Christoph Pfingsten (GER)      | 88e               |
| 97                                | José Mendes (POR)              | 140e              |
| 98                                | Paul Voss (GER)                | 17e               |
| Directeur sportif : André Schulze |                                |                   |

| CCC Sprandi Polkowice CCC         | CCC Sprandi Polkowice CCC | CCC Sprandi Polkowice CCC |
| --------------------------------- | ------------------------- | ------------------------- |
| Num                               | Coureur                   | Pos                       |
| 101                               | Davide Rebellin (ITA)     | 14e                       |
| 102                               | Josef Černý (CZE)         | AB                        |
| 103                               | Adrian Kurek (POL)        | 129e                      |
| 104                               | Jarosław Marycz (POL)     | 67e                       |
| 105                               | Łukasz Owsian (POL)       | 43e                       |
| 106                               | Maciej Paterski (POL)     | 24e                       |
| 107                               | Leszek Pluciński (POL)    | AB                        |
| 108                               | Simone Ponzi (ITA)        | 19e                       |
| Directeur sportif : Piotr Wadecki |                           |                           |

| Cofidis COF                              | Cofidis COF               | Cofidis COF |
| ---------------------------------------- | ------------------------- | ----------- |
| Num                                      | Coureur                   | Pos         |
| 111                                      | Yoann Bagot (FRA)         | 16e         |
| 112                                      | Rayane Bouhanni (FRA)     | 102e        |
| 113                                      | Romain Hardy (FRA)        | 30e         |
| 114                                      | Luis Ángel Maté (ESP)     | AB          |
| 115                                      | Anthony Perez (FRA)       | 57e         |
| 116                                      | Stéphane Rossetto (FRA)   | 26e         |
| 117                                      | Michael Van Staeyen (BEL) | 109e        |
| 118                                      |                           |             |
| Directeur sportif : Christian Guiberteau |                           |             |

| Direct Énergie DEN                  | Direct Énergie DEN     | Direct Énergie DEN |
| ----------------------------------- | ---------------------- | ------------------ |
| Num                                 | Coureur                | Pos                |
| 121                                 | Thomas Voeckler (FRA)  | 95e                |
| 122                                 | Thomas Boudat (FRA)    | AB                 |
| 123                                 | Lilian Calmejane (FRA) | 97e                |
| 124                                 | Bryan Coquard (FRA)    | 4e                 |
| 125                                 | Fabien Grellier (FRA)  | 128e               |
| 126                                 | Perrig Quéméneur (FRA) | 126e               |
| 127                                 | Romain Sicard (FRA)    | 50e                |
| 128                                 | Angélo Tulik (FRA)     | 93e                |
| Directeur sportif : Lylian Lebreton |                        |                    |

| Drapac DPC                             | Drapac DPC           | Drapac DPC |
| -------------------------------------- | -------------------- | ---------- |
| Num                                    | Coureur              | Pos        |
| 131                                    | Brendan Canty (AUS)  | 130e       |
| 132                                    | Adam Phelan (AUS)    | 105e       |
| 133                                    | Jordan Kerby (AUS)   | AB         |
| 134                                    | Peter Koning (NED)   | AB         |
| 135                                    | Travis Meyer (AUS)   | AB         |
| 136                                    | Lachlan Norris (AUS) | AB         |
| 137                                    | Thomas Scully (NZL)  | AB         |
| 138                                    | Samuel Spokes (AUS)  | AB         |
| Directeur sportif : Agostino Giramondo |                      |            |

| Fortuneo-Vital Concept FVC         | Fortuneo-Vital Concept FVC         | Fortuneo-Vital Concept FVC |
| ---------------------------------- | ---------------------------------- | -------------------------- |
| Num                                | Coureur                            | Pos                        |
| 141                                | Florian Vachon (FRA)               | 18e                        |
| 142                                | Jean-Marc Bideau (FRA)             | 134e                       |
| 143                                | Frédéric Brun (FRA)                | AB                         |
| 144                                | Anthony Delaplace (FRA)            | 33e                        |
| 145                                | Brice Feillu (FRA)                 | 98e                        |
| 146                                | Armindo Fonseca (FRA)              | 32e                        |
| 147                                | Kévin Ledanois (FRA)               | AB                         |
| 148                                | Chris Anker Sørensen (DEN) (Route) | 44e                        |
| Directeur sportif : Franck Renimel |                                    |                            |

| Gazprom-RusVelo GAZ                | Gazprom-RusVelo GAZ       | Gazprom-RusVelo GAZ |
| ---------------------------------- | ------------------------- | ------------------- |
| Num                                | Coureur                   | Pos                 |
| 151                                | Igor Boev (RUS)           | 111e                |
| 152                                | Roman Kustadinchev (RUS)  | 104e                |
| 153                                | Alexey Kurbatov (RUS)     | 118e                |
| 154                                | Evgeny Shalunov (RUS)     | 80e                 |
| 155                                | Andrey Solomennikov (RUS) | 69e                 |
| 156                                | Mamyr Stash (RUS)         | AB                  |
| 157                                | Sergey Nikolaev (RUS)     | AB                  |
| 158                                | Aydar Zakarin (RUS)       | 70e                 |
| Directeur sportif : Sergueï Ivanov |                           |                     |

| ONE                                 | ONE                    | ONE  |
| ----------------------------------- | ---------------------- | ---- |
| Num                                 | Coureur                | Pos  |
| 161                                 | Martin Mortensen (DEN) | 62e  |
| 162                                 | Yanto Barker (GBR)     | AB   |
| 163                                 | George Harper (GBR)    | 59e  |
| 164                                 | Sebastian Lander (DEN) | AB   |
| 165                                 | Hayden McCormick (NZL) | 135e |
| 166                                 | Dion Smith (NZL)       | 27e  |
| 167                                 | Peter Williams (GBR)   | 115e |
| 168                                 | Samuel Williams (GBR)  | 113e |
| Directeur sportif : Matthew Winston |                        |      |

| Roompot-Oranje Peloton ROP        | Roompot-Oranje Peloton ROP | Roompot-Oranje Peloton ROP |
| --------------------------------- | -------------------------- | -------------------------- |
| Num                               | Coureur                    | Pos                        |
| 171                               | Pieter Weening (NED)       | 48e                        |
| 172                               | Berden de Vries (NED)      | 72e                        |
| 173                               | Huub Duyn (NED)            | 13e                        |
| 174                               | Johnny Hoogerland (NED)    | 86e                        |
| 175                               | Michel Kreder (NED)        | AB                         |
| 176                               | Maurits Lammertink (NED)   | 7e                         |
| 177                               | Antwan Tolhoek (NED)       | 85e                        |
| 178                               | Sjoerd van Ginneken (NED)  | AB                         |
| Directeur sportif : Erik Breukink |                            |                            |

| Southeast-Venezuela STH            | Southeast-Venezuela STH | Southeast-Venezuela STH |
| ---------------------------------- | ----------------------- | ----------------------- |
| Num                                | Coureur                 | Pos                     |
| 181                                | Filippo Pozzato (ITA)   | 37e                     |
| 182                                | Liam Bertazzo (ITA)     | AB                      |
| 183                                | Matteo Busato (ITA)     | 20e                     |
| 184                                | Andrea Dal Col (ITA)    | AB                      |
| 185                                | Matteo Draperi (ITA)    | 121e                    |
| 186                                | Gilbert Ducournau (VEN) | AB                      |
| 187                                |                         |                         |
| 188                                | Enrique Sanz (ESP)      | 120e                    |
| Directeur sportif : Luca Amoriello |                         |                         |

| Stölting Service Group SSG      | Stölting Service Group SSG | Stölting Service Group SSG |
| ------------------------------- | -------------------------- | -------------------------- |
| Num                             | Coureur                    | Pos                        |
| 191                             | Gerald Ciolek (GER)        | 107e                       |
| 192                             | Lasse Norman Hansen (DEN)  | 64e                        |
| 193                             | Alex Kirsch (LUX)          | 78e                        |
| 194                             | Romain Lemarchand (FRA)    | AB                         |
| 195                             | Christian Mager (GER)      | AB                         |
| 196                             | Mads Pedersen (DEN)        | 101e                       |
| 197                             | Michael Reihs (DEN)        | 84e                        |
| 198                             | Fabian Wegmann (GER)       | 52e                        |
| Directeur sportif : Jochen Hahn |                            |                            |

| Novo Nordisk TNN                      | Novo Nordisk TNN         | Novo Nordisk TNN |
| ------------------------------------- | ------------------------ | ---------------- |
| Num                                   | Coureur                  | Pos              |
| 201                                   | Stephen Clancy (IRL)     | AB               |
| 202                                   | Kevin De Mesmaeker (BEL) | 123e             |
| 203                                   | Brian Kamstra (NED)      | AB               |
| 204                                   | Nicolas Lefrançois (FRA) | NP               |
| 205                                   | David Lozano (ESP)       | 65e              |
| 206                                   | Javier Mejías (ESP)      | AB               |
| 207                                   | Charles Planet (FRA)     | 117e             |
| 208                                   | Martijn Verschoor (NED)  | AB               |
| Directeur sportif : Massimo Podenzana |                          |                  |

| Roth ROT                                   | Roth ROT               | Roth ROT |
| ------------------------------------------ | ---------------------- | -------- |
| Num                                        | Coureur                | Pos      |
| 211                                        | Andrea Pasqualon (ITA) | 81e      |
| 212                                        | Nico Brüngger (SUI)    | 125e     |
| 213                                        | Alberto Cecchin (ITA)  | AB       |
| 214                                        | Lucas Gaday (ARG)      | 133e     |
| 215                                        | Matthias Krizek (AUT)  | 127e     |
| 216                                        | Roland Thalmann (SUI)  | 106e     |
| 217                                        | Nicola Toffali (ITA)   | 99e      |
| 218                                        | Giacomo Tomio (ITA)    | AB       |
| Directeur sportif : Alessandro Spezialetti |                        |          |

| Topsport Vlaanderen-Baloise TSV       | Topsport Vlaanderen-Baloise TSV | Topsport Vlaanderen-Baloise TSV |
| ------------------------------------- | ------------------------------- | ------------------------------- |
| Num                                   | Coureur                         | Pos                             |
| 221                                   | Preben Van Hecke (BEL) (Route)  | 73e                             |
| 222                                   | Floris De Tier (BEL)            | 12e                             |
| 223                                   | Jef Van Meirhaeghe (BEL)        | AB                              |
| 224                                   | Sander Helven (BEL)             | AB                              |
| 225                                   | Kenneth Van Rooy (BEL)          | AB                              |
| 226                                   | Dries Van Gestel (BEL)          | 110e                            |
| 227                                   | Otto Vergaerde (BEL)            | 61e                             |
| 228                                   | Jens Wallays (BEL)              | AB                              |
| Directeur sportif : Walter Planckaert |                                 |                                 |

| Verva ActiveJet VAT                 | Verva ActiveJet VAT   | Verva ActiveJet VAT |
| ----------------------------------- | --------------------- | ------------------- |
| Num                                 | Coureur               | Pos                 |
| 231                                 | Paweł Charucki (POL)  | AB                  |
| 232                                 | Paweł Cieślik (POL)   | 138e                |
| 233                                 | Paweł Franczak (POL)  | 137e                |
| 234                                 | Kamil Gradek (POL)    | AB                  |
| 235                                 | Jonas Koch (GER)      | 139e                |
| 236                                 | Michał Podlaski (POL) | 76e                 |
| 237                                 | Jiří Polnický (CZE)   | 75e                 |
| 238                                 | Adam Stachowiak (POL) | 71e                 |
| Directeur sportif : Darius Banaszek |                       |                     |

| Wanty-Groupe Gobert WGG                      | Wanty-Groupe Gobert WGG  | Wanty-Groupe Gobert WGG |
| -------------------------------------------- | ------------------------ | ----------------------- |
| Num                                          | Coureur                  | Pos                     |
| 241                                          | Enrico Gasparotto (ITA)  | 2e                      |
| 242                                          | Mark McNally (GBR)       | AB                      |
| 243                                          | Jérôme Baugnies (BEL)    | 29e                     |
| 244                                          | Gaëtan Bille (BEL)       | 82e                     |
| 245                                          | Dimitri Claeys (BEL)     | 46e                     |
| 246                                          | Guillaume Martin (FRA)   | 91e                     |
| 247                                          | Marco Minnaard (NED)     | 131e                    |
| 248                                          | Frederik Veuchelen (BEL) | 108e                    |
| Directeur sportif : Hilaire Van der Schueren |                          |                         |